# مجید سبزی
مجید سبزی (زاده ۱۸ بهمن ۱۳۳۷ - درگذشته ۱۸ بهمن ۱۳۸۴) بازیکن و مربی فوتبال اهل ایران بود.
وی سابقه حضور در تیم‌های فوتبال هما و پرسپولیس را داشت. وی همچنین در سال‌های ۱۳۷۵ و ۱۳۷۶ در مجموعه تلویزیونی به سوی افتخار بازی کرده است. وی روز ۴ بهمن ۱۳۸۴ پس از خروج از باشگاه پرسپولیس، پس از شنیدن پاسخ منفی به درخواست پرداخت بدهی باشگاه به خود، دچار حمله قلبی شد و به بخش C.C.U بیمارستان قلب شهید رجایی منتقل شد و پس از ۱۴ روز در ۱۸ بهمن ۱۳۸۴، در سن ۴۷ سالگی و در سالروز تولدش، درگذشت. پیکر وی در روز ۲۰ بهمن ۱۳۸۴ همزمان با مراسم عاشورا، از مقابل درب اصلی مجموعه ورزشی شیرودی، تشییع شد و در قطعه ۲۵۵ ردیف ۵۱ شماره ۱۷ به خاک سپرده شد
وی در سریال به سوی افتخار نیز بازی کرده است.

## افتخارات
- هما

مقام سومی جام تخت جمشید (۱۳۵۶)
نایب قهرمان جام حذفی کشور (۱۳۵۶)
- پرسپولیس

قهرمان باشگاه‌های تهران (۱۳۶۱)
نایب قهرمان باشگاه‌های تهران (۱۳۶۰) و (۱۳۶۲)
نایب قهرمان جام حذفی تهران (۱۳۶۰)
قهرمان جام حذفی تهران (۱۳۶۱)
- جوانان ایران

نایب قهرمان جوانان آسیا

## مرگ
وی روز ۴ بهمن ۱۳۸۴ پس از خروج از باشگاه پرسپولیس، دچار حمله قلبی شد و به بخش C.C.U بیمارستان قلب شهید رجایی منتقل شد و پس از ۱۴ روز در ۱۸ بهمن ۱۳۸۴، در سن ۴۷ سالگی و در سالروز تولدش، درگذشت پیکر وی در روز ۲۰ بهمن ۱۳۸۴ از مقابل درب اصلی مجموعه ورزشی شیرودی تشییع و در قطعه ۲۵۵ ردیف ۵۱ شماره ۱۷ به خاک سپرده شد.